# Медаль «За вислугу років у НСДАП»
Медаль «За вислугу років у НСДАП» (інша назва — Службовий знак НСДАП) — партійна нагорода НСДАП за вислугу років. Введена по наказу Адольфа Гітлера 2 квітня 1939 року для нагородження членів партії, що прослужили 10, 15, 25 років, з добросовісним виконанням своїх обов'язків.

## Опис
Медаль являла собою тевтонський хрест з променями між сторонами хреста. На аверсі медалі зображувався партійний орел, який тримає в кігтях вінок з дубового листя із свастикою посередині, на реверсі — напис Treue für Führer und Volk (укр. Вірність фюреру і народу).
Медаль носили на орденській стрічці шириною 35 міліметрів (жінки — на стрічці шириною 15 міліметрів). Для повсякденного одягу чи форми передбачались планки. У випадку отримання вищої степені носіння нижчих було необов'язковим.

## Умови нагородження
Для отримання нагороди був необхідний стаж членства в НСДАП 10, 15 або 25 років.
Степені:
- 1-а — За 25 років служби в НСДАП
- 2-а — За 15 років служби в НСДАП
- 3-я — За 10 років служби в НСДАП

Обрахунок стажу:
В розрахунок стажу не враховувався період членства в НСДАП до лютого 1925 року. Період з лютого 1925 до 30 січня 1933 року, («період боротьби» (Kampfzeit)), зараховувався подвійно.

## Сучасний статус
Відповідно до закону Німеччини про порядок нагородження орденами та про порядок носіння від 26 липня 1957 року (нім. Gesetz uber Titel, Orden und Ehrenzeichen) носіння медалі «За вислугу років в НСДАП» забороняється у будь-якому вигляді.